# یخچال طبیعی گائولی
یخچال طبیعی گائولی (به لاتین: Gauli Glacier) یک یخچال طبیعی در سوئیس است که در کانتون برن واقع شده‌است.